# Acrolusiidae
De Acrolusiidae zijn een familie van uitgestorven zee-egels (Echinoidea) uit de superorde Atelostomata.

## Geslachten
- Acrolusia Lambert, 1920 †